# 维莱塞克塞勒战役
维莱塞克塞勒战役（法語：Bataille de Villersexel），是1871年1月9日至10日普法战争期间，法军为了解救贝尔褔战役的法国驻军所展开的一场前哨战，法军与普鲁士军队在维莱塞克塞勒地区展开的一场短暂的战斗。

## 战役背景
自普法战争开始以后，普鲁士军队从1870年秋天开始反攻，占领了法国大部分的领土。在法国东部，阿尔萨斯的勃艮第-弗朗什-孔泰大区大部分地区都被普军占领。在普军将领利奥波德·卡尔·奥古斯特·威廉·冯·布莱梅 的指挥下，普鲁士军队在1870年9月28日攻占了斯特拉斯堡，之后普军从梅斯推进到第戎，第戎在1870年10月31日的短暂战斗后被普军占领，但是，普军的主要目标是攻陷贝尔福。贝尔福在法军将领皮埃尔·菲利浦·登费特·罗谢尔奥率领的驻守法军的顽强抵抗下，普军未能如愿攻下该城市。
1870年12月，法军将领查尔斯·丹尼斯·鲍巴基在布尔日创建了一支新的军队，即东方军团。1871年1月，法国企图发动一次联合攻势，在北部（圣康坦战役）和西部（勒芒战役）展开攻势，一方面希望解除普军对巴黎（布松瓦尔战役）的包围，同时切断普军的后方补给。其中，丹尼斯·鲍巴基率领的东方军团负责向东部推进，目的是切断普鲁士军队的后方和补给线路，进而解放贝尔福战役中，被普军围攻的法国驻军。对此，丹尼斯·鲍巴基首先对维莱塞克塞勒的普军展开攻势。
普军在维莱塞克塞勒只有15,000人，而法军东方军团的总兵力达140,000人，在人数上占有巨大的优势。

### 战役开始

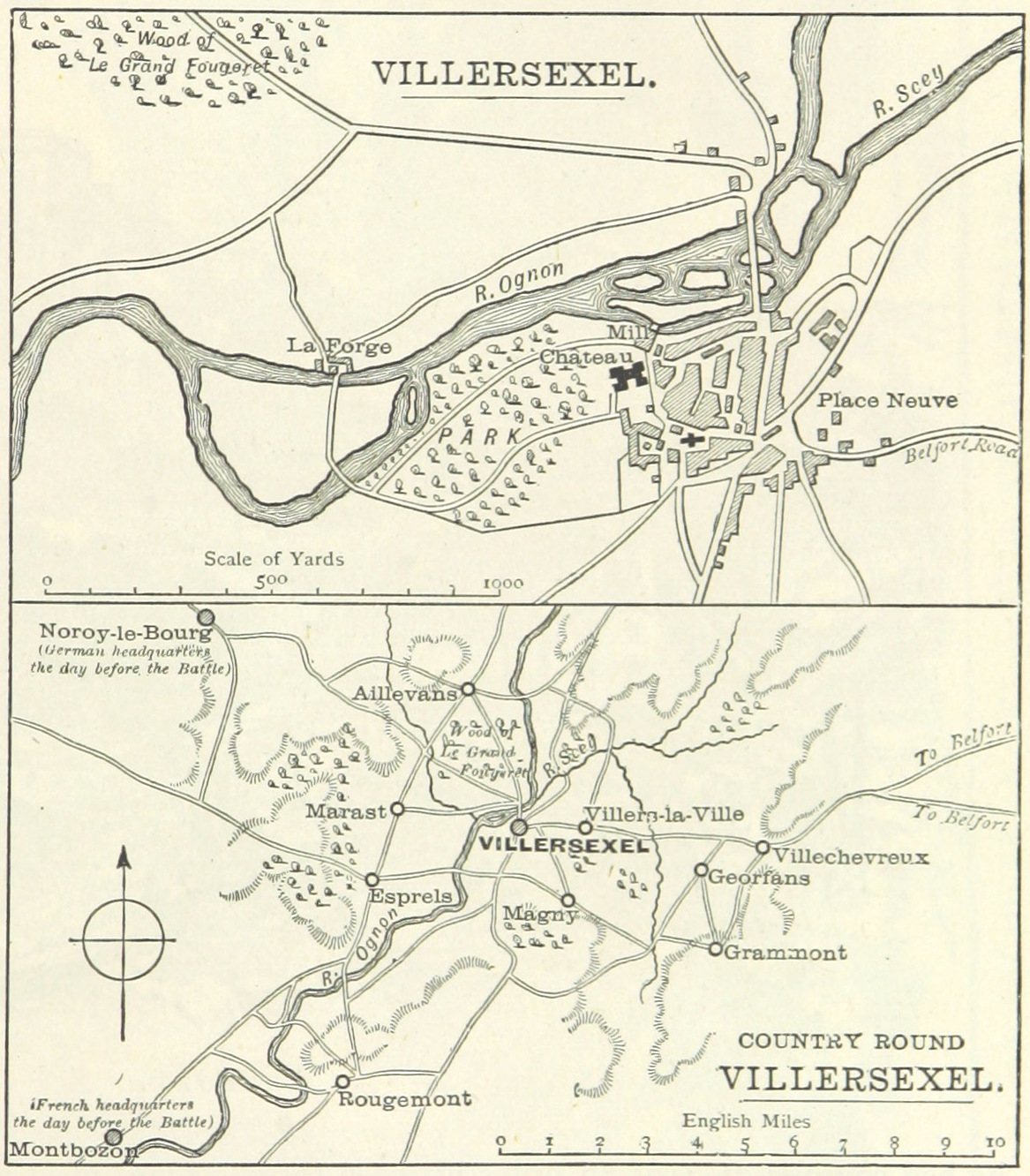
1870年，维莱塞克塞勒地图

1月9日，威廉·冯·布莱梅率领的15,000名普军在维莱塞克塞勒周边地区展开攻势，普军在整场战役的优势在于移动速度。当日上午，普军很快就占领维莱塞克塞勒城堡的主要道路和桥梁。下午1点左右，维莱塞克塞勒城堡一度被普军占领，但战斗虽然在周边地区继续进行。法军在丹尼斯·鲍巴基的领导下，于下午发起反攻，维莱塞克塞勒城内的混战也在下午5点恢复，法军与普军在城堡内进行近身战，而战斗持续了一整夜。直到1月10日凌晨3点，普军才下令迅速撤退。

## 结果

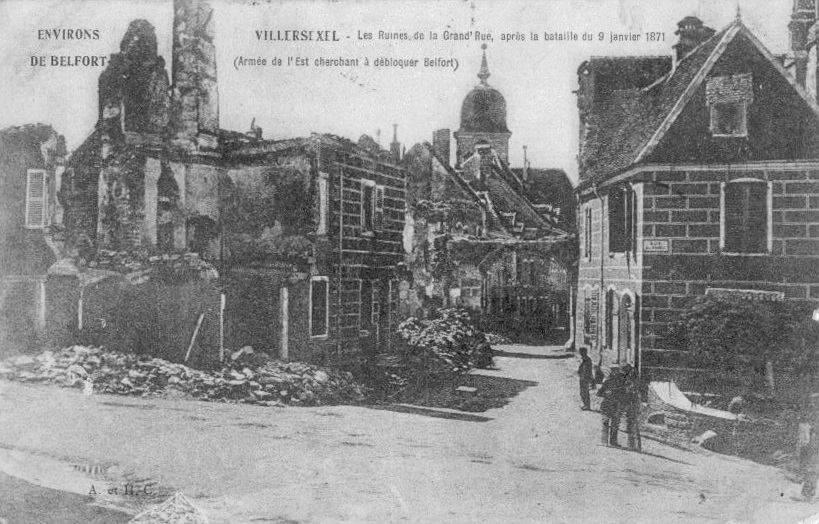
维莱塞克塞勒战役中被摧毁的建筑

在这场战斗中被摧毁的维莱塞克塞勒城堡在后来重建。维莱塞克塞勒附近的城镇也受到战争波及被烧毁，在南部靠近奥格农的地区受到的影响最大，使附近的煤矿和盐矿的采矿和工业活动大大减慢了速度。
由于法军在人数上超过普军，威廉·冯·布莱梅不得不下令撤军，法军也因此取得战术上的胜利。但是在成功之后，法军因为陷入各种补给上的问题，在解决这些问题上浪费了很多时间，导致普军在沒有被追击的情况下，顺利移动到蒙贝利亚尔。普军在撤退的路线上，让部队之间保持一定距离，以制止法军的追击，以便在法军到达贝尔福之前，建立一道有效的防御阵线，最终这个目标得以实现，法军直到1871年1月13日才继续推进。普军在移动速度的优势下，得以在利萨因河建立防线，并利用该防线在埃里库尔战役战斗。

## 记念

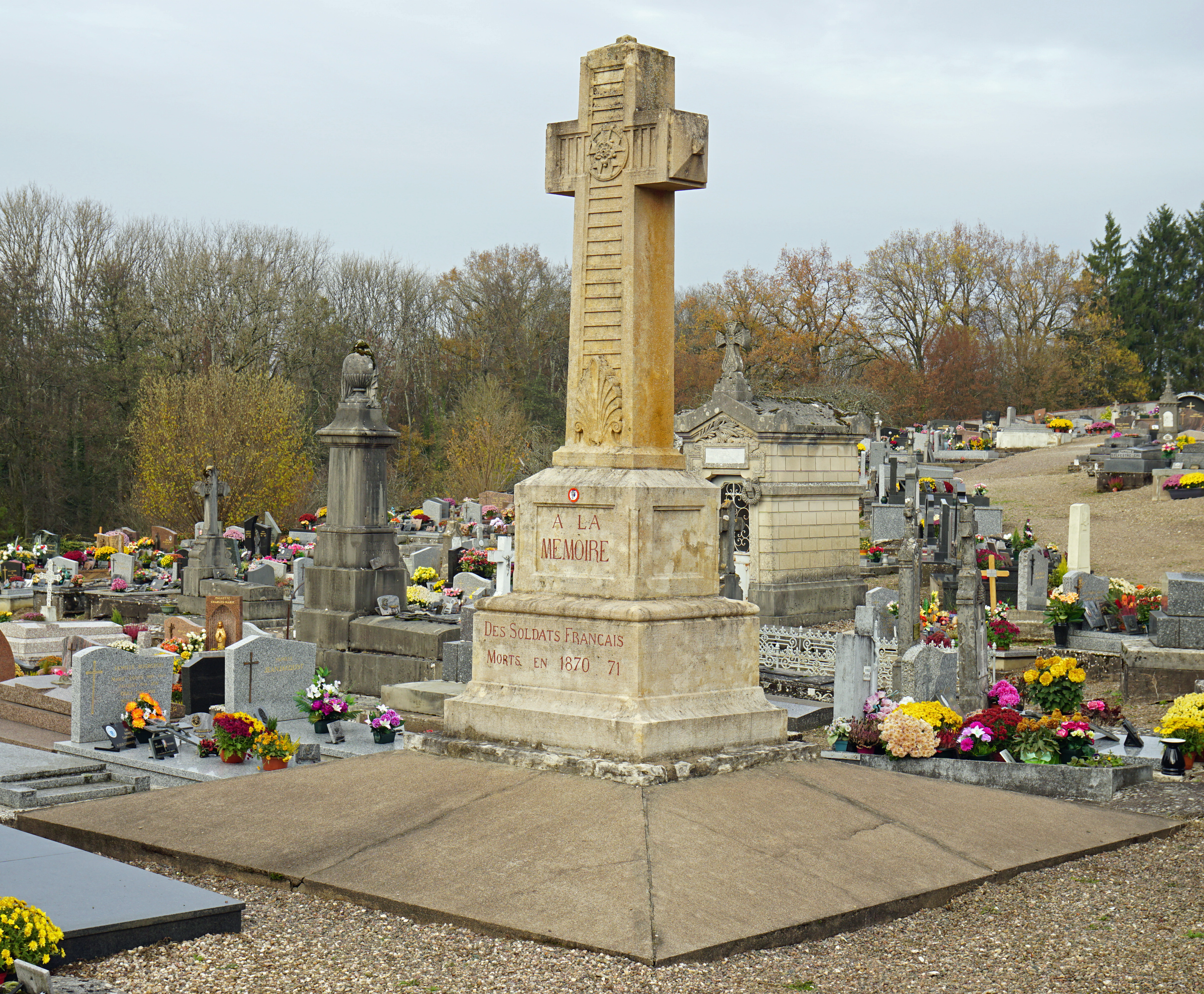
位于维莱塞克塞勒公墓的记念碑

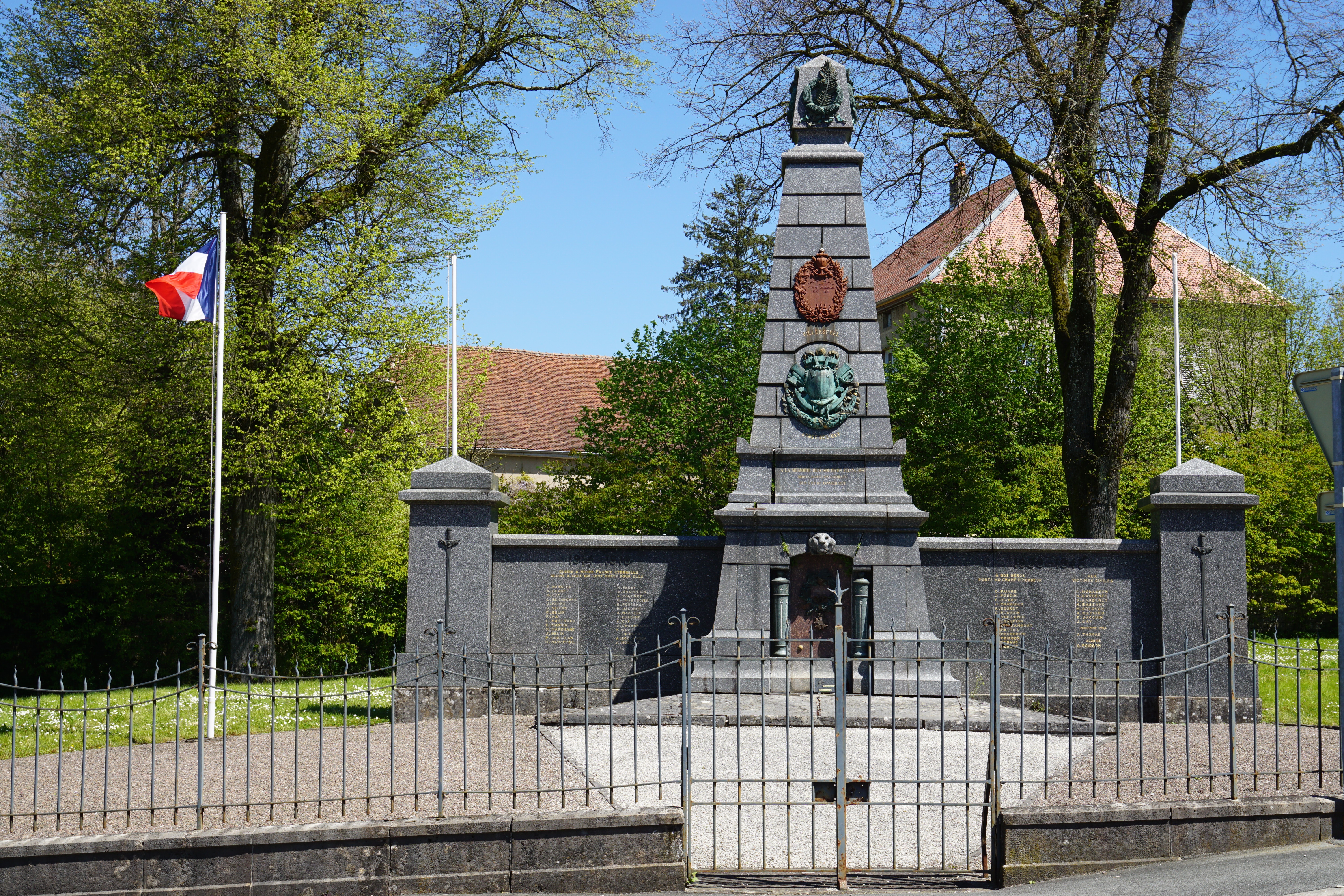
维莱塞克塞勒战役纪念碑

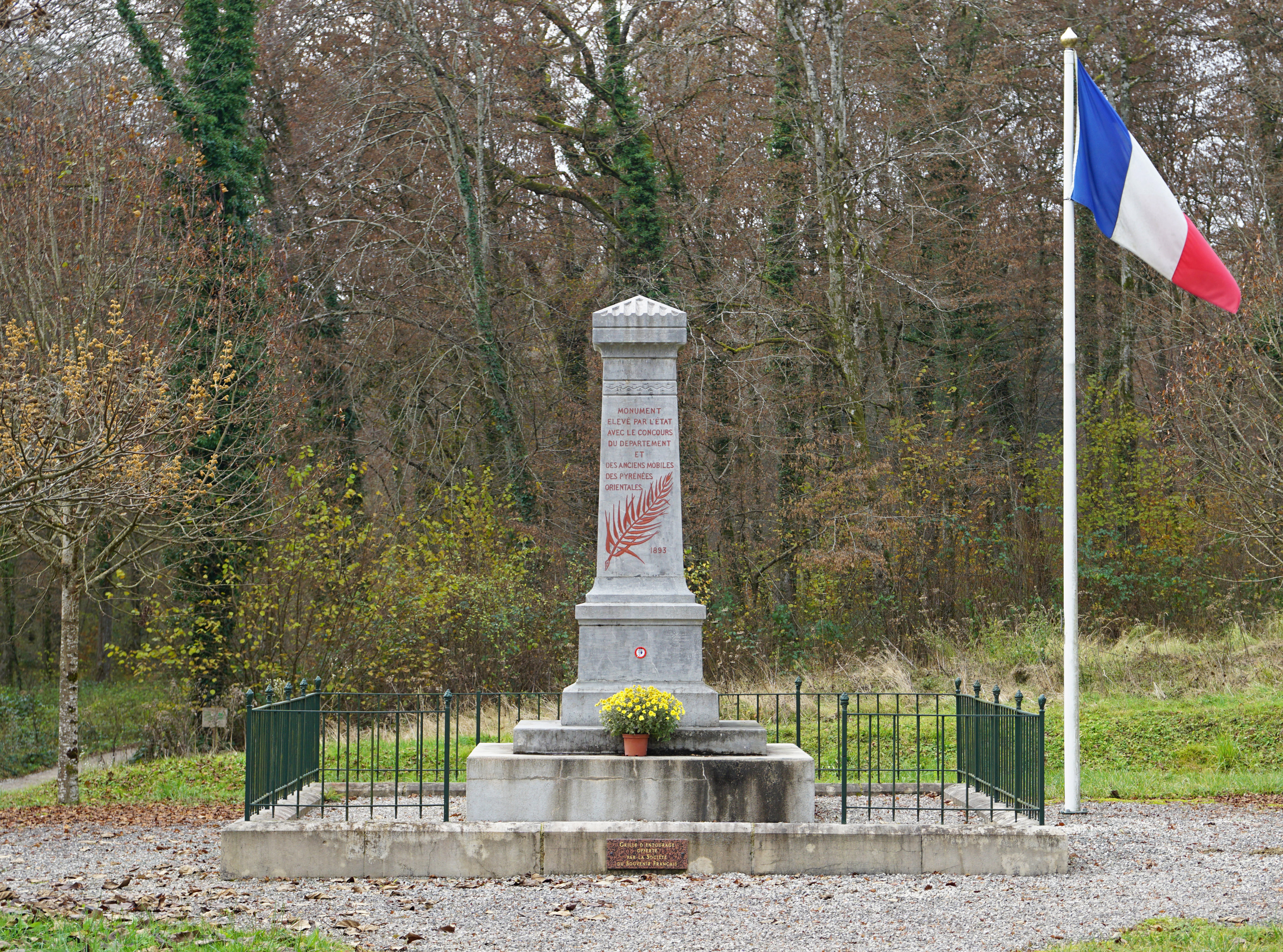
「哥萨克纪念碑」（monument des cosaques）

在维莱塞克塞勒，法国建立了各种各样的纪念碑以纪念这场战斗。主要的战争纪念馆建于1874年，位于市中心。在当地的公墓中，纪念碑以十字架的形式出现，以纪念1870年战死的士兵。法国与德国也为在这场战争中丧生的普法士兵共同建立个人坟墓。在郊外，建有名为「哥萨克纪念碑」（monument des cosaques），该纪念碑始建于1893年，于1896年11月15日开幕，向维莱塞克塞勒战役中阵亡的东方军团士兵表示敬意。